# Peredivannea, Horodenka
Peredivannea (în ucraineană Передівання) este un sat în comuna Horodnîțea din raionul Horodenka, regiunea Ivano-Frankivsk, Ucraina.

## Demografie
Componența lingvistică a localității Peredivannea
     Ucraineană (100%)
Conform recensământului din 2001, toată populația localității Peredivannea era vorbitoare de ucraineană (100%).